# ناتالی پرس
ناتالی پرس (انگلیسی: Natalie Press؛ زادهٔ ۱۵ اوت ۱۹۸۰) هنرپیشه اهل بریتانیا است.
وی بازیگر فیلم‌هایی همچون گشت شبانه، تابستان عشقی من، جانوران، پنجاه مُردهٔ متحرک، در ترانزیت و زنبور بی‌عسل بوده‌است.